# Javier Espinosa
Javier Espinosa González (Talavera de la Reina, Toledo,  19 de septiembre de 1992), conocido como Javi Espinosa, es un futbolista español que juega como centrocampista en Aniquiladores FC, equipo de la Kings League presidida por Gerard Piqué.

## Historial
Nació en Talavera de la Reina de la Provincia de Toledo, fue fichado por la cantera de la U. D. Talavera para las categorías inferiores del F. C. Barcelona con 13 años. A pesar de acudir en Semana Santa de 2006 con el Real Madrid a disputar el Mundialito Sub-14 a la Costa Brava, finalmente fichó por el Barça después de que el club le invitara junto con sus padres a conocer La Masía y demás instalaciones.
En la temporada 2009-10, año en el que se consiguió el ascenso a 2.ª división, debutó con el F. C. Barcelona "B" en un partido en el Mini Estadi contra el filial del R. C. D. Espanyol, del grupo tercero de la 2.ª división B. En la temporada 2010-11 militó  en el Juvenil A del F. C. Barcelona, jugando algún partido con el segundo equipo culé entrenado por Luis Enrique. Lo ganó todo con el conjunto de la División de Honor Juvenil. En la temporada 2011-12 pasó a formar parte del F. C. Barcelona "B" entrenado por Eusebio Sacristán. Realizó parte de la pretemporada con el primer equipo. 
En 2014 fichó por el Villarreal C. F., aunque en enero fue cedido a la U. D. Almería. En la siguiente temporada fue cedido al Elche C. F. En 2016, tras una buena temporada en el club ilicitano, fichó por el Levante U. D. tras rescindir su contrato con el Villarreal. En la campaña 2017-18 jugó cedido en el Granada C. F.
El 31 de agosto de 2018 se incorporó libre al F. C. Twente neerlandés. En su primera temporada con el equipo neerlandés ascendió a la primera división y en 2020 completó su segunda campaña, que sería la última ya que no fue renovado al finalizar su contrato.
Tras iniciar el curso 2020-21 sin equipo, el 1 de febrero de 2021 firmó con el C. F. Fuenlabrada, regresando así al fútbol español.
El 30 de agosto de 2021 firmó por el AEK Larnaca de Chipre. Justo un año después rescindió su contrato.

## Selección
Ha sido internacional sub-17 y sub-19 con la selección española. Disputó el Mundial Sub-17 2009 celebrado en Nigeria, donde España queda en tercer lugar. Entró en la lista previa al Europeo Sub-19 2010, pero finalmente no puede disputarlo por lesión.

## Clubes y estadísticas
| Club                        | Temporada     | Liga  | Liga  | Liga   | Copa  | Copa  | Copa   | Europa | Europa | Europa | Total | Total | Total  |
| Club                        | Temporada     | Part. | Goles | Asist. | Part. | Goles | Asist. | Part.  | Goles  | Asist. | Part. | Goles | Asist. |
| --------------------------- | ------------- | ----- | ----- | ------ | ----- | ----- | ------ | ------ | ------ | ------ | ----- | ----- | ------ |
| F. C. Barcelona B · España  | 2010-11       | 4     | 1     | 0      | -     | -     | -      | -      | -      | -      | 4     | 1     | 0      |
| F. C. Barcelona B · España  | 2011-12       | 32    | 1     | 0      | -     | -     | -      | -      | -      | -      | 32    | 1     | 0      |
| F. C. Barcelona B · España  | 2012-13       | 27    | 5     | 2      | -     | -     | -      | -      | -      | -      | 27    | 5     | 2      |
| F. C. Barcelona B · España  | 2013-14       | 37    | 7     | 6      | -     | -     | -      | -      | -      | -      | 37    | 7     | 6      |
| F. C. Barcelona B · España  | Total         | 100   | 14    | 8      | -     | -     | -      | -      | -      | -      | 100   | 14    | 8      |
| Villarreal C. F. · España   | 2014-15       | 6     | 1     | 0      | 2     | 0     | 0      | 7      | 2      | 2      | 15    | 3     | 2      |
| Villarreal C. F. · España   | Total         | 6     | 1     | 0      | 2     | 0     | 0      | 7      | 2      | 2      | 15    | 3     | 2      |
| U. D. Almería · España      | 2014-15       | 15    | 1     | 0      | 1     | 0     | 0      | -      | -      | -      | 16    | 1     | 0      |
| U. D. Almería · España      | Total         | 15    | 1     | 0      | 1     | 0     | 0      | -      | -      | -      | 16    | 1     | 0      |
| Elche C. F. · España        | 2015-16       | 38    | 0     | 0      | 1     | 0     | -      | -      | -      | -      | 39    | 0     | 0      |
| Elche C. F. · España        | Total         | 38    | 0     | 0      | 1     | 0     | -      | -      | -      | -      | 39    | 0     | 0      |
| Levante U. D. · España      | 2016-17       | 27    | 0     | 0      | 1     | 0     | -      | -      | -      | -      | 28    | 0     | 0      |
| Levante U. D. · España      | Total         | 27    | 0     | 0      | 1     | 0     | -      | -      | -      | -      | 28    | 0     | 0      |
| Granada C. F. · España      | 2017-18       | 27    | 2     | -      | 1     | 0     | -      | -      | -      | -      | 28    | 2     | -      |
| Granada C. F. · España      | Total         | 27    | 2     | -      | 1     | 0     | -      | -      | -      | -      | 28    | 2     | -      |
| F. C. Twente · Países Bajos | 2018-19       | 33    | 4     | -      | 4     | 3     | -      | -      | -      | -      | 37    | 7     | -      |
| F. C. Twente · Países Bajos | 2019-20       | 19    | 1     | -      | 1     | 0     | -      | -      | -      | -      | 20    | 1     | -      |
| F. C. Twente · Países Bajos | Total         | 52    | 5     | -      | 5     | 3     | -      | -      | -      | -      | 57    | 8     | -      |
| C. F. Fuenlabrada · España  | 2020-21       | 14    | 0     | -      | -     | -     | -      | -      | -      | -      | 14    | 0     | -      |
| C. F. Fuenlabrada · España  | Total         | 14    | 0     | -      | -     | -     | -      | -      | -      | -      | 14    | 0     | -      |
| AEK Larnaca Chipre          | 2021-22       | 28    | 1     | -      | 5     | 0     | -      | -      | -      | -      | 33    | 1     | -      |
| AEK Larnaca Chipre          | Total         | 28    | 1     | -      | 5     | 0     | -      | -      | -      | -      | 33    | 1     | -      |
| Total carrera               | Total carrera | 307   | 24    | 8      | 16    | 3     | 0      | 7      | 2      | 2      | 330   | 29    | 10     |

## Palmarés

### Campeonatos nacionales
| Título                             | Club                        | País   | Año  |
| ---------------------------------- | --------------------------- | ------ | ---- |
| División de Honor Juvenil          | F. C. Barcelona Juvenil "A" | España | 2010 |
| División de Honor Juvenil          | F. C. Barcelona Juvenil "A" | España | 2011 |
| Copa de Campeones                  | F. C. Barcelona Juvenil "A" | España | 2011 |
| Copa del Rey Juvenil               | F. C. Barcelona Juvenil "A" | España | 2011 |
| Campeones de Liga Segunda División | Levante U. D.               | España | 2017 |

### Campeonatos regionales
| Título        | Club            | País   | Año  |
| ------------- | --------------- | ------ | ---- |
| Copa Cataluña | F. C. Barcelona | España | 2013 |
| Copa Cataluña | F. C. Barcelona | España | 2014 |